# کانتون‌های بوسنی و هرزگوین
کشور بوسنی و هرزگوین به دو منطقه فدراسیون بوسنی و هرزگوین و جمهوری صرب بوسنی تقسیم شده است
در سال ۱۹۹۵، موافقت‌نامهٔ صلح دیتون با الحاق فدراسیون بوسنی و هرزگوین و جمهوری صرب بوسنی، کشور مستقل بوسنی و هرزگوین را ایجاد کرد.

## فدراسیون بوسنی و هرزگوین

فدراسیون بوسنی و هرزگوین از ۱۰ استان (کانتون) تشکیل شده است

| # | استان                  | مرکز          | مساحت km2 | جمعیت (۲۰۱۱) | تراکم جمعیت |
| - | ---------------------- | ------------- | --------- | ------------ | ----------- |
|   | استان اونا-سانا        | بیهاج         | ۴٬۱۲۵     | ۲۸۷٬۹۹۸      |             |
|   | استان پوساوینا         | Orašje        | ۳۲۴٫۶     | ۴۰٬۵۱۳       |             |
|   | استان توزلا            | توزلا         | ۲٬۶۴۹     | ۴۹۷٬۸۱۳      |             |
|   | استان زنیتسا-دوبوی     | زنیتسا        | ۳٬۳۳۴٫۳   | ۴۰۰٬۸۴۸      |             |
|   | استان بوسنیان-پودرینیه | گراژده        | ۵۰۴٫۶     | ۳۳٬۶۶۲       |             |
| ۶ | استان بوسنی مرکزی      | تراونیک       | ۳٬۱۸۹     | ۲۵۵٬۶۴۸      |             |
|   | استان هرزگوین-نرتوا    | موستار        | ۴٬۴۰۱     | ۲۲۶٬۶۳۲      |             |
| ۸ | استان هرزگوین غربی     | Široki Brijeg | ۱٬۳۶۲٫۲   | ۸۱٬۸۳۳       |             |
| ۹ | استان سارایوو          | سارایوو       | ۱٬۲۷۶٫۹   | ۴۲۱٬۲۸۹      |             |
|   | استان ۱۰               | Livno         | ۴٬۹۳۴٫۱   | ۸۱٬۳۹۶       |             |
|   | مجموع                  |               | ۲۶٬۱۱۰٫۵  | ۲٬۳۳۸٬۲۷۰    | ۱۱۷         |

## جمهوری صرب بوسنی
| # | جمهوری    | مرکز       | مساحت km2 | جمعیت (۲۰۱۱) | تراکم جمعیت | ناحیه |
| - | --------- | ---------- | --------- | ------------ | ----------- | ----- |
|   | صرب بوسنی | بانیا لوکا | ۲۴٬۸۵۷    | ۱٬۴۳۹٬۶۷۳    |             |       |